# Mare de Déu del Roser de Lladorre
La Mare de Déu del Roser de Lladorre és una obra de Lladorre (Pallars Sobirà) protegida com a Bé Cultural d'Interès Local.

## Descripció
L'oratori de la Mare de Déu del Roser es troba dins del terme del nucli de Boldís Jussà. Es troba a 300 m abans d'arribar al poble de Boldís Jussà. Antigament aquest oratori es trobava a l'antic camí de Lladorre als Boldissos.
Es tracta d'una petita construcció aïllada feta de pedra de la zona. Consta d'una base de 1,60 m d'ample per 80 cm d'alt i un cos d'uns 180 m d'alt per 120 m d'ample i 80 de fons. Aquest tipus de construcció s'anomena "pedronet."
A la part del cos hi ha una fornícula, amb la part interior revestida de formigó i la part lateral i superior enguixada. Dins la fornícula hi ha la imatge de la Mare de Déu del Roser amb infant.
La coberta d'aquesta construcció és feta de lloses de pissarra posades a doble vessant.
Abans de la Guerra Civil Espanyola hi havia un plafó ceràmic en comptes d'una imatge. L'any 1955 es va restaurar i s'hi va posar l'actual imatge.